# 宮城町
宮城町（みやぎまち）は、かつて宮城県宮城郡の西部にあった町である。現在は仙台市青葉区の一部となっている。

## 地理
宮城県中部、宮城郡西部、広瀬川の上・中流域、仙台市の西隣にあった。町域は大部分山林で、広瀬川沿いの段丘と支流沿いに平地があった。河岸段丘である盆地が支流の芋沢川流域にあり、水田が作られた。これに匹敵する平地は対岸の愛子にあったが、肥沃とはいえない地質であった。
町役場は愛子に置かれ、その辺りが町の中心市街であった。川にそって国道48号（作並街道、関山街道）が東西に通り、仙台と山形を結ぶ交通の要地であった。広瀬川上流に作並温泉があり、支流の大倉川流域には定義如来があって、訪れる人が多かった。
- 山岳 - 北泉ヶ岳 (1253.1m)、鎌倉山 (520.0m)
- 河川 - 広瀬川、新川川、青下川、大倉川、芋沢川、斉勝川、白沢川
- 湖沼 - 大倉湖（大倉ダム）、月山池、サイカチ沼

| 地目     | 比率 (%) |
| -------- | -------- |
| 山林原野 | 87.36    |
| 畑       | 2.41     |
| 田       | 2.35     |
| 採草地   | 1.44     |
| 宅地     | 0.42     |
| その他   | 6.02     |

### 隣接していた自治体
- 宮城県
  - 仙台市
  - 泉市
  - 名取郡：秋保町
  - 黒川郡：大和町
  - 加美郡：色麻町
- 山形県
  - 尾花沢市
  - 東根市

## 存在した集落・地区
- 愛子（愛子中央・下愛子・上愛子）
  - 宮城町役場（現・仙台市役所宮城総合支所）、および、仙山線・愛子駅が所在する町内の中心地。
- 作並・ニッカ
  - 作並温泉が存在する。1969年（昭和44年）に落成し、観光コースも常設されているニッカウヰスキー仙台工場・宮城峡蒸溜所がある。
- 白沢
- 熊ケ根
- 定義（仙台弁：じょうげ、標準語・共通語：じょうぎ）
  - 源平合戦の平家落人の地とされる。西方寺（定義如来）があることでも有名。
- 大倉
  - 大倉ダム建設により地区の一部分が水没。
- 吉成・南吉成
  - 県道仙台北環状線沿いには数多くのロードサイド店舗が存在する。
- 落合
  - 仙山線・陸前落合駅の乗車人員は高度経済成長期までは約500人/日あったが、1970年代に入ると約200人/日まで落ち込んだ。1983年（昭和58年）に開校した宮城県宮城広瀬高等学校の最寄駅となって通学に利用されるようになると乗降客数が増加。すると、1984年（昭和59年）より同線・仙台駅 - 愛子駅間（Google マップ、単線、営業キロ：15.2 km）に区間列車が運行されるようになった。周辺に商業地・住宅地が発達し、近年は乗車人員が4000人/日に迫る勢いで増加している。
- 新川
  - 1970年（昭和45年）までは八森スキー場もあった。また、1972年（昭和47年）から造成された「西仙台ハイランド」（面積132.6ha、計画戸数1019戸）および「エバーグリーンにっかわ」（面積20.4ha、計画戸数304戸）といった別荘地も分譲された[2]。
- 奥新川
  - 山形県境近くにあり、木材搬出の拠点だった地。奥新川駅#歴史参照。
- 葛岡
  - 広大な仙台市葛岡墓園がある。葛岡ごみ処理場に隣接して葛岡温水プールがある。
- 栗生
  - 宮城町時代末に開発された住宅地。仙台西道路に直結しているため仙台市都心部へ短時間で行くことができる。

## 歴史
宮城村の成立は、町村合併促進法にもとづき、宮城県が提案した案による。1955年2月1日に、広瀬川の南側にある広瀬村と、北側にある大沢村が合併して宮城村になった。村の名は郡の名をとったもので、これ以前に宮城村が郡内の他地域をおいて宮城と呼ばれたことや、郡の中心地が宮城村に置かれたことはなかった。4月1日に名取郡秋保村から新川川流域の新川と奥新川を譲られた。新川川は広瀬川の支流なので、これによって広瀬川上・中流域がほぼ一つの村にまとまったが、なお秋保村に属する箇所も一部あった。村役場ははじめ大沢村役場を用いたが、翌年5月3日に上愛子の蛇台原にある新築の建物に移った。
1963年に町制を施行し宮城町になった。仙山線沿線の仙台市郊外として、宮城町の人口は急速に増加する。1969年には作並地区にニッカウヰスキー仙台工場が完成、町の産業の柱となる。その際にニッカの竹鶴政孝の要望を受け、宮城町は新たに「ニッカ」の地名を付けている。　（現・仙台市青葉区ニッカ)
事務量が増えて今までの役場が手狭になったため、1979年5月28日に新築の建物に移った。
1975年11月3日に、町の木にウメ、町の花にミヤギノハギ、町鳥にヤマドリ、町の「その他の生物」にカジカガエルが選定された。
1987年11月1日に、合併推進派と反対派の激しい対立の中で仙台市との合併が実施された。これは政令指定都市をめざす仙台市が周辺市町村に働きかけて進めた合併の一環で、宮城町議会は6月15日に、日本共産党の議員を除く多数で合併することを決議した。このとき合併反対派は住民投票を請願したが議会に却下された。ついで議会のリコールを求める6896名の署名（必要な署名は有権者の3分の1で6570名）を7月29日に提出したが、選挙管理委員会は、転入してからの期間が短い町民の署名など無効が411名分あるので78名不足と判定した。あらためて9月18日に7309名分を再提出し、必要数6667名に対して7103名分の署名が認められた。合併推進派議員はこの署名に異議を申し立てて引き延ばしを図り、11月1日の合併成立で逃げ切った。町議会が消滅したためリコールは結果的に空振りになり、宮城町の議員は、そのまま合併の影響に流れる形で仙台市の議員となった。
仙台市に合併された後、1989年に仙台市が政令指定都市に移行したことにより、旧宮城町地域は青葉区の一部となった。青葉区の面積の86%を占めるほどの広大な面積を有する旧宮城町地域は、旧宮城町役場の建物を受け継いだ青葉区役所宮城総合支所が管轄している。政令指定都市移行後は、急激な宅地開発が進んだことで、旧宮城町地域に住む人口は著しい伸びを見せている。そのため、青葉区からの分区がしばしば取り沙汰されるが、2024年現在実現していない。

## 行政

### 歴代村長・町長
| 代 | 氏名       | 就任           | 退任           | 期・備考                          |
| -- | ---------- | -------------- | -------------- | --------------------------------- |
| 初 | 庄子長吉   | 1955年3月11日  | 1959年3月10日  | 1期                               |
| 2  | 蜂谷富四郎 | 1959年3月11日  | 1963年3月10日  | 1期                               |
| 3  | 庄子長吉   | 1963年3月11日  | 1964年11月24日 | 1期（通算2期）                    |
| 4  | 庄子長吉   | 1964年12月27日 | 1968年12月26日 | 2期（通算3期）                    |
| 5  | 庄子長吉   | 1968年12月27日 | 1972年12月26日 | 3期（通算4期）                    |
| 6  | 白石今朝松 | 1972年12月27日 | 1976年7月3日   | 1期                               |
| 7  | 庄子守     | 1976年8月22日  | 1980年8月21日  | 1期                               |
| 8  | 庄子守     | 1980年8月22日  | 1984年8月21日  | 2期                               |
| 9  | 庄子守     | 1984年8月22日  | 1987年10月31日 | 3期、仙台市への編入合併に伴い失職 |

## 産業
|            | 1960年 | 1970年 | 1980年 |
| ---------- | ------ | ------ | ------ |
| 第一次産業 | 51.7   | 26.2   | 22.1   |
| 第二次産業 | 31.3   | 26.7   | 42.0   |
| 第三次産業 | 9.5    | 28.5   | 62.0   |

20世紀半ばまで農業に従事する人が多かったが、副業も盛んであった。広い山林で林業が行われた。川沿いの平地では水田と畑を半々に農業を営み、米、麦、豆、野菜を作った。町内で広瀬川は深い谷を流れるため、用水は支流と溜め池に仰いだ。大倉ダムができると大倉川下流がこのダムの水で潤った。
蒲沢鉱山で砂鉄とチタンが採掘・精錬された。他に6か所で亜炭が採掘された。亜炭の炭鉱は1968年に閉山になった。
1960年代から中小の工場が多く立地した。従業員100人以上の大工場としては、ニッカウヰスキー仙台工場（宮城峡蒸留所）と、白松がモナカ本舗宮城工場があった。

## 地域

### 教育

#### 小学校
- 宮城町立広瀬小学校
- 宮城町立上愛子小学校
- 宮城町立作並小学校
- 宮城町立大倉小学校
- 宮城町立大沢小学校
- 宮城町立川前小学校
- 宮城町立吉成小学校

#### 中学校
- 宮城町立広瀬中学校
- 宮城町立熊ケ根中学校
- 宮城町立大沢中学校
- 宮城町立大倉中学校
- 宮城町立吉成中学校

#### 高等学校
- 宮城県宮城広瀬高等学校

#### 高等専門学校
- 仙台電波工業高等専門学校

## 交通

### 鉄道
- JR東日本
  - 仙山線：陸前落合駅 - 愛子駅 - 陸前白沢駅 - 熊ケ根駅 - 西仙台ハイランド駅 - 作並駅 - 八ツ森駅 - 奥新川駅

### バス
- 仙台市営バス

### 道路
- 高速道路
  - 東北自動車道 仙台宮城IC
- 一般国道
- 国道48号 - 作並街道（関山街道）が、仙台と山形を結ぶ街道の一つとして江戸時代から利用された。国道48号に相当し、町内でもっとも重要な道路であった。

## 名所
- 作並温泉
- 定義如来
- 西仙台ハイランド